# Union-Bank
Union-Bank er en dansk-tysk lokalbank syd for grænsen. Banken har hovedsæde i Storegade i Flensborg og driver en filial i Harreslev. 
Banken blev etableret som Spare- og Lånekassen for Flensborg og Omegn i oktober 1875 med en garantikapital på 10.000 tyske mark. Bag oprettelsen stod blandt andet den dansk-sydslesvigske rigsdagspolitiker Gustav Johannsen. I 1927 fusionerede byens danske sparekasse med en anden dansk bank i Flensborg til den nuværende Union Bank. I 2005 havde banken et resultat på 
998.912 euro før skat og beskæftigede 70 ansatte.
Bankhuset i Storegade var i tidsrummet fra 1844 til 1939 Nationalbankens filial i Flensborg . I 2014 flyttede bankens filial i Harreslev ind i en nybygning i Søndergade. Filialen i Slesvig by lukkede med udgangen af 2021. 

## Billeder
- Union-Bank i Storegade i Flensborg
- Union-Bank i Søndergade i Harreslev
- Union-Bank på Byvej i Slesvig (lukket 2021)

## Eksterne links
- Union Banks hjemmeside (Webside ikke længere tilgængelig)